# EJ
EJ é o nono álbum de estúdio do guitarrista virtuoso estadunidense Eric Johnson, lançado no dia 7 de outubro de 2016.
O destaque deste álbum é que ele é o primeiro álbum inteiramente acústico do músico. Com aspecto mais intimista, o álbum conta com nove canções inéditas e quatro covers. O intuito de Johnson é mostrar sua essência como artista.
O primeiro single do álbum - ‘Wrapped In A Cloud’ - foi divulgado no dia 24 de agosto de 2016.

## Faixas
| N.º            | Título                                                                 | Compositor(es)                               | Duração |  |
| 1.             | "Mrs. Robinson (cover de Simon and Garfunkel)"                         | Paul Simon                                   | 2:43    |  |
| 2.             | "Water Under the Bridge"                                               | Eric Johnson                                 | 2:34    |  |
| 3.             | "Wonder"                                                               | Eric Johnson                                 | 3:11    |  |
| 4.             | "Wrapped in a Cloud"                                                   | Eric Johnson                                 | 6:07    |  |
| 5.             | "Once Upon a Time in Texas"                                            | Eric Johnson                                 | 3:43    |  |
| 6.             | "One Rainy Wish (cover de Jimi Hendrix)"                               | Jimi Hendrix                                 | 4:26    |  |
| 7.             | "Serinidad"                                                            | Eric Johnson                                 | 2:21    |  |
| 8.             | "Fatherly Downs"                                                       | Eric Johnson                                 | 4:00    |  |
| 9.             | "The World Is Waiting for the Sunrise (cover de Les Paul e Mary Ford)" | Eugene Lockhart / Ernest Seitz / Ray Sherman | 2:42    |  |
| 10.            | "November"                                                             | Eric Johnson                                 | 5:37    |  |
| 11.            | "All Things You Are"                                                   | Eric Johnson                                 | 4:10    |  |
| 12.            | "Scarborough Fair (cover de Simon and Garfunkel)"                      | Art Garfunkel / Paul Simon                   | 3:53    |  |
| 13.            | "Song for Irene"                                                       | Eric Johnson                                 | 2:29    |  |
| Duração total: | Duração total:                                                         | Duração total:                               | 47:56   |  |

## Créditos Musicais
- Eric Johnson - violão Martin D-45  nas faixas 3, 8 e 11; violão nas faixas 1, 5, 11 e 13; e piano nas faixas 2, 4, 9 e 10
- Doyle Dykes - violão na faixa 9;
- Chris Maresh - baixo acústico
- Roscoe Beck - baixo acústico
- Wayne Salzmann - bateria
- Tommy Taylor - bateria
- Molly Emerman - violino
- John Hagen - violoncello